# جوردن آدامز
جوردن آدامز (بالإنجليزية: Jordan Adams)‏ مواليد 8 يوليو 1994، هو لاعب كرة سلة أمريكي يلعب مع فريق ميمفيس غريزليس في الرابطة الوطنية لكرة السلة ويحمل الرقم 3. يبلغ طوله 6 قدم 5 بوصة (2.0 م).

## فرق لعب لها
- ميمفيس غريزليس

## روابط خارجية
- جوردن آدامز على موقع إن بي أي (الإنجليزية)
- جوردن آدامز على موقع سبورتس رفرنس (الإنجليزية)
- جوردن آدامز على موقع كرة السلة الأوروبية.كوم (الإنجليزية)
- جوردن آدامز على موقع إي إس بي إن.كوم (الإنجليزية)
- جوردن آدامز على موقع كلية كرة السلة في سبورتس رفرنس.كوم (الإنجليزية)
- جوردن آدامز على موقع ريلجم (الإنجليزية)
- جوردن آدامز على موقع بروبوليرز (الإنجليزية)
- جوردن آدامز على موقع سبورتس رفرنس (الإنجليزية)